# Karschia kurdistanica
Karschia kurdistanica es una especie de arácnido  del orden Solifugae de la familia Karschiidae.

## Distribución geográfica
Se encuentra en Irak.